# The Clash

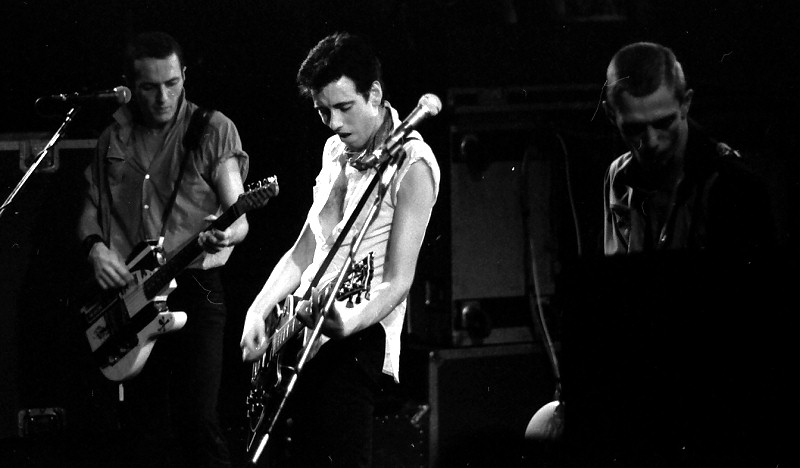
The Clash în concert la Oslo, 1980

The Clash a fost o formație punk rock din Marea Britanie, care a activat din 1976 până în 1986.

### Membrii de bază
- Joe Strummer – vocalist, chitară ritmică (1976–1986)
- Mick Jones – chitară solo, vocalist (1976–1983)
- Paul Simonon – chitară bas, vocal (1976–1986)
- Topper Headon – baterie, percuție (1977–1982)

### Alți membri
- Terry Chimes – baterie, percuție (1976, 1977, 1982-1983)
- Keith Levene – chitară (1976)
- Rob Harper – baterie, percuție (1976–1977)
- Nick Sheppard – chitară, vocalist (1983–1986)
- Vince White – chitară (1983–1986)
- Pete Howard – baterie, percuție (1983–1986)

## Discografie
1. The Clash – (1977)
2. Give 'Em Enough Rope – (1978)
3. London Calling (2LP) – (1979)
4. Sandinista! (3LP-uri) – (1980)
5. Combat Rock – (1982)
6. Cut the Crap – (1985)